# Laurentiuskirche (Allmannsdorf)

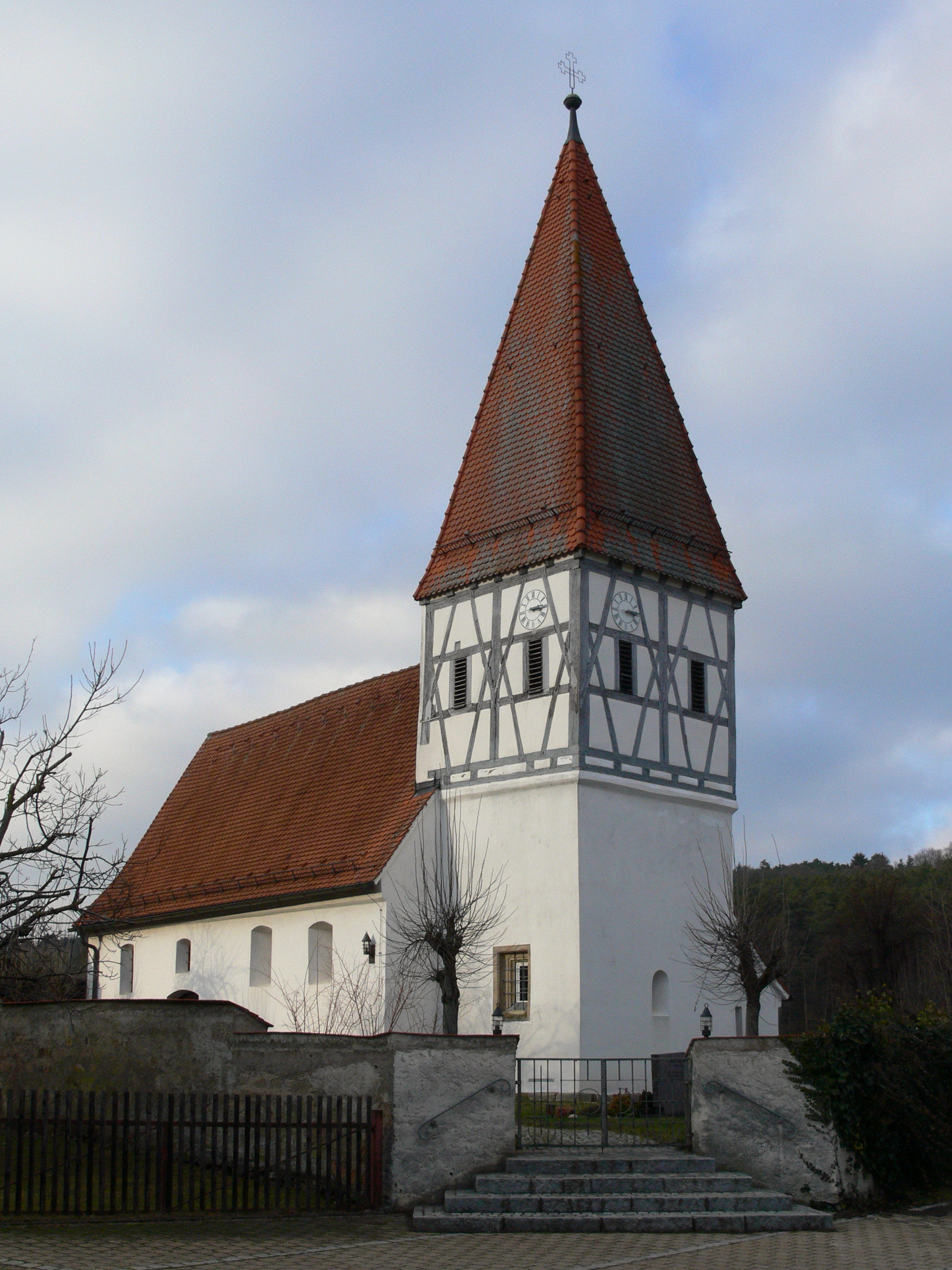
Die Laurentiuskirche in Allmannsdorf (Bild aufgenommen im Januar 2012)

Die Laurentiuskirche (Lorenzkirche), eine römisch-katholische Kirche in Allmannsdorf, einem Gemeindeteil von Pleinfeld im mittelfränkischen Landkreis Weißenburg-Gunzenhausen, ist eine Filialkirche der Kirchengemeinde St. Nikolaus in Pleinfeld. Die Wehrkirche mit der postalischen Adresse Allmannsdorf 17 ist unter der Denkmalnummer D-5-77-161-48 als Baudenkmal in die Bayerische Denkmalliste eingetragen.  Die untertägigen Bestandteile der Kirche sowie sein Vorgängerbau wurden unter der Denkmalnummer D-5-6831-0169 als Bodendenkmal eingetragen. Das Patrozinium der Kirche ist Laurentius von Rom.
Die Laurentiuskirche liegt am Ortsrand unweit des Weilerbachs auf einer Höhe von 382 m ü. NHN. Die Kirche liegt inmitten eines Friedhofs.
Der Turm der mittelalterlichen Chorturmkirche ist im Untergeschoss romanisch, das Turmobergeschoss erhielt im späten 15. Jahrhundert ein Pyramidendach. Das Fachwerk wurde bei einer Restaurierung freigelegt. Das flachgedeckte Langhaus wurde im 17. Jahrhundert errichtet und später erweitert. Die Kirchhofmauer ist im Kern mittelalterlich. Im Kircheninneren ist eine Sitzfigur des heiligen Laurentius als Tonplastik aus dem 15. Jahrhundert erwähnenswert. Ferner gibt es mehrere Holzfiguren. Der Altar wurde um 1700 geschaffen.
Im mit einem Tonnengewölbe bedeckten Chor wurden 1948 spätgotische Fresken aus dem 14. Jahrhundert entdeckt. Sie zeigen Jesus Christus, flankiert von Petrus, Paulus von Tarsus, Matthias und Jakobus dem Älteren sowie im Scheitel des Gewölbes einen Christuskopf mit den Symbolen der Evangelisten und an den beiden Seiten der Wölbung jeweils vier Apostel mit ihren Attributen.